# Luigi Fontana (architetto 1824)
Luigi Fontana (Castel San Pietro, 1824 – Milano, 1894) è stato un architetto svizzero.

## Biografia
Dopo aver studiato architettura a Pavia, emigra ventunenne in Russia nel 1845, a San Pietroburgo, dove rimarrà per moltissimi anni. Qui costruisce numerosi palazzi e residenze della nobiltà russa, fino ad essere nominato architetto di corte da parte dello zar Alessandro I.